# Reformer Mozgalom
A  Reformer Mozgalom (franciául: Mouvement Réformateur, rövidítve: MR) francia nyelvű, liberális beállítottságú belga politikai szövetség, amelyet 2002-ben alapítottak. A szövetség tagja volt az Elio Di Rupo által alakított kormánynak 2011 és 2014 között, majd az első és a második Michel-kormányak 2014 és 2019 között. 2020-ban a Sophie Wilmès vezette kabinet vezető pártjaként lehetett jelen a kormányban, 2020 és 2025 között a De Croo-kormányba adott több minisztert. Korábban, 2002 és 2004 között tagja volt a Brüsszel Fővárosi Régió és Vallónia kormánykoalíciójának is. A szövetség 2007 és 2010 között Belgium legnagyobb francia nyelvű politikai csoportosulása volt.
Az MR három francia nyelvű és egy német nyelvű liberális párt koalíciója. A pártok a klasszikus liberalizmus és a szabad piaci gazdaság ideológiáját képviselték egészen a közelmúltig, amikor Dirk Verhofstadt hatására a szociális liberalizmus felé mozdultak el. Az MR flamand megfelelője az Open VLD.

## Története
A Mouvement Réformateurt 1993-ban alapított a Liberális Reform Párt (Parti Réformateur Libéral, PFL) és a Frankofón Demokratikus Front (Front Démocratique des Francophones, FDF), egy vallon regionális párt. 1998-ban csatlakozott a szövetséghez a progresszív kereszténydemokrata Polgári Mozgalom a Változásért (Mouvement des Citoyens pour le Changement, MCC). A szövetséget ekkor még PRL-FDF-MCC koalíció néven ismerték és a Mouvement Réformateur nevet csak 2002-ben egy kongresszuson vették fel, amikor a szövetséghez csatlakozott a német anyanyelvűeket képviselő Szabadság és Haladás Párt (Partei für Freiheit und Fortschritt, PFF).
Bár a Liberális Reform Párt elnevezést ma már nem használják, a másik három párt megtartotta függetlenségét és nevét. 2011. szeptember 25-én az FDF azonban kilépett a szövetségből, mivel nem voltak megelégedve azzal, ahogy az MR elnöke, Charles Michel, a francia ajkúak jogait képviselte a Brüsszel-Halle-Vilvoorde választókerület felosztása körüli tárgyalásokon.

## Tevékenysége

### 2007
A 2007-es országos választásokon az MR összesen 23 helyet szerzett a 150 fős belga képviselőházban, illetve 6 helyet a 40 fős szenátusban.

### 2010
A 2010. június 13-án tartott országos választásokon az MR 18 helyet szerzett a képviselőházban és 4-et a szenátusban. A hosszan tartó kormányalakítási tárgyalások után helyet kaptak Elio Di Rupo kormányában, amely 2011. december 6-án lépett hivatalba - az MR 3 miniszteri posztot kapott.

## Választási eredményei

### Belga Szövetségi Parlament
| Év   | Szavazatok száma | %    | Képviselőházi mandátumok | +/- | Szenátusi mandátumok | +/-     | Státusz  |
| ---- | ---------------- | ---- | ------------------------ | --- | -------------------- | ------- | -------- |
| 1995 | 623,250          | 10.3 | 19 / 150                 |     | 5 / 40               |         | Ellenzék |
| 1999 | 630,219          | 10.1 | 18 / 150                 | 1   | 5 / 40               | Állandó | Koalíció |
| 2003 | 748,954          | 11.4 | 24 / 150                 | 6   | 5 / 40               | Állandó | Koalíció |
| 2007 | 835,073          | 12.5 | 23 / 150                 | 1   | 6 / 40               | 1       | Koalíció |
| 2010 | 605,617          | 9.3  | 18 / 150                 | 5   | 4 / 40               | 2       | Koalíció |
| 2014 | 650,260          | 9.6  | 20 / 150                 | 2   | 8 / 60               | 4       | Koalíció |
| 2019 | 512,825          | 7.6  | 14 / 150                 | 6   | 7 / 60               | 1       | Koalíció |
| 2024 | 716,934          | 10.3 | 20 / 150                 | 6   | 8 / 59               | 1       | Koalíció |

### Európai parlamenti választások
A szövetség, illetve elődpártjainak eredményei az európai parlamenti választásokon.
| Év   | Szavazatok | %         | %        | Mandátumok | +/- |
| Év   | Szavazatok | V.T.SZ.   | Országos | Mandátumok | +/- |
| ---- | ---------- | --------- | -------- | ---------- | --- |
| 1979 | 372,904    | 17.8 (#4) | 6.8      | 2 / 24     |     |
| 1984 | 540,610    | 24.1 (#2) |          | 3 / 24     | 1   |
| 1989 | 423,479    | 18.9 (#2) | 7.2      | 2 / 24     | 1   |
| 1994 | 541,724    | 24.2 (#2) |          | 3 / 25     | 1   |
| 1999 | 624,445    | 27.0 (#1) | 10.0     | 3 / 25     | 0   |
| 2004 | 671,422    | 27.6 (#2) | 10.3     | 3 / 24     | 0   |
| 2009 | 640,092    | 26.0 (#2) | 9.7      | 2 / 22     | 1   |
| 2014 | 661,332    | 27.1 (#2) | 9.9      | 3 / 21     | 1   |
| 2019 | 470,654    | 19.3 (#3) | 7.1      | 2 / 21     | 1   |
| 2024 | 900,413    | 34.9 (#1) | 12.7     | 3 / 22     | 1   |

### Regionális választások

#### Vallon parlament
A közvetlen választások bevezetése után a valloon parlamentnek 75 tagja van.
| Év   | Szavazatok száma | %         | Képviselőházi mandátumok | +/- | Státusz  |
| ---- | ---------------- | --------- | ------------------------ | --- | -------- |
| 1995 | 447,542          | 23.7 (#2) | 19 / 75                  |     | Ellenzék |
| 1999 | 470,454          | 24.7 (#2) | 21 / 75                  | 2   | Koalíció |
| 2004 | 478,999          | 24.3 (#2) | 20 / 75                  | 1   | Ellenzék |
| 2009 | 469,792          | 23.1 (#2) | 19 / 75                  | 1   | Ellenzék |
| 2014 | 546,363          | 26.7 (#2) | 25 / 75                  | 6   | Ellenzék |
| 2019 | 435,878          | 21.4 (#2) | 20 / 75                  | 5   | Koalíció |
| 2024 | 612,010          | 29.1 (#1) | 26 / 75                  | 6   | Koalíció |

#### A Brüsszel Fővárosi Régió parlamentje
Az intézmény megalapítása után 75 tagja volt, majd a képviselpői helyek számát 2004-ben 89-re emelték.
| Év   | Votes   | %         | %         | Mandátumok | +/- | Státusz  |
| Év   | Votes   | V.T.SZ.   | T.B.SZ.   | Mandátumok | +/- | Státusz  |
| ---- | ------- | --------- | --------- | ---------- | --- | -------- |
| 1989 | 83,011  |           | 18.9 (#2) | 15 / 75    |     | Ellenzék |
| 1995 | 144,478 |           | 35.0 (#1) | 28 / 75    | 13  | Koalíció |
| 1999 | 146,845 | 40.1 (#1) | 34.4 (#1) | 27 / 75    | 1   | Koalíció |
| 2004 | 127,122 | 32.5 (#2) | 28.0 (#2) | 25 / 89    | 2   | Ellenzék |
| 2009 | 121,905 | 29.8 (#1) | 26.5 (#1) | 24 / 89    | 1   | Ellenzék |
| 2014 | 94,227  | 23.0 (#2) | 20.4 (#2) | 18 / 89    | 6   | Ellenzék |
| 2019 | 65,502  | 16.9 (#3) | 14.3 (#3) | 13 / 89    | 5   | Ellenzék |
| 2024 | 101,157 | 26.0 (#1) |           | 20 / 89    | 7   |          |

#### A francia közösség parlamentje
A parlament tagjait nem közvetlenül választják, a 94 képviselői helyből 75 jár a vallon régiónak és 19 a brüsszeli franciaajkú lakosságnak
- 1995 : 27 hely
- 1999 : 30 hely
- 2004 : 26 hely
- 2009 : 25 hely

#### A német nyelvi közösség parlamentje
A 25 tagú parlamentben a MR német tagpártja van jelen
- 1995 : 19,89% → 5 hely
- 1999 : 21,32% → 6 hely
- 2004 : 20,98% → 5 hely
- 2009 : 17,52% → 4 hely

## Jelentősebb tagok
- Bernard Clerfayt
- Alain Destexhe
- Daniel Ducarme
- Antoine Duquesne
- Jean Gol
- Jacques Simonet
- Sabine Laruelle
- Olivier Maingain
- Charles Michel
- Louis Michel
- Didier Reynders

## Fordítás
- Ez a szócikk részben vagy egészben  a   Mouvement Réformateur című angol Wikipédia-szócikk fordításán alapul.  Az eredeti cikk szerkesztőit annak laptörténete sorolja fel. Ez a jelzés csupán a megfogalmazás eredetét és a szerzői jogokat jelzi, nem szolgál a cikkben szereplő információk forrásmegjelöléseként.